# Діцешть
Діцешть, Діцешті (рум. Dițești) — село у повіті Прахова в Румунії. Входить до складу комуни Філіпештій-де-Педуре.
Село розташоване на відстані 67 км на північний захід від Бухареста, 24 км на захід від Плоєшті, 75 км на південь від Брашова.

## Населення
За даними перепису населення 2002 року у селі проживали 3803 особи.
Національний склад населення села:
| Національність | Кількість осіб | Відсоток |
| -------------- | -------------- | -------- |
| румуни         | 3756           | 98,8%    |
| цигани         | 44             | 1,2%     |

Рідною мовою назвали:
| Мова      | Кількість осіб | Відсоток |
| --------- | -------------- | -------- |
| румунська | 3790           | 99,7%    |
| циганська | 12             | 0,3%     |